# Mehano

Amtrak EMD FP 54 aus dem Hobby-Sortiment

EMD Class 66 und Blue Tiger aus dem Prestige-Sortiment

Die Firma Mehano ist ein 1952 zunächst unter dem Namen Mehanotehnika gegründeter slowenischer Hersteller von Modelleisenbahnen und Spielwaren. Ab Ende der 1990er Jahre hatte sich der Vertrieb auch in Deutschland etabliert. Inzwischen verlor der Hersteller hier jedoch wieder an Bedeutung, da Mehano keinerlei Ersatzteilservice anbietet.
Im Programm befinden sich Hochgeschwindigkeitszüge wie der Thalys, der TGV, der AVE oder der Euromed sowie US-amerikanische Lokomotiven, Wagen und Straßenbahnen. Die meisten davon sind mittlerweile nicht mehr im Sortiment.
Seit 2000 produziert Mehano Modelle mit deutschem oder europäischem Vorbild. Die meisten dieser Modelle entsprechen der heute üblichen Qualität von „Hochpreismodellen“ unter der Marke Mehano Prestige. Beispiele hierfür sind der Blue Tiger, die G2000, Class 66, Siemens ES64P (Eurosprinter), SNCB Class 51, SNCB HLD 77, verschiedene TGV-Versionen und die Vossloh G 1700-2 BB. Auch hiervon ist das meiste inzwischen nicht mehr im Sortiment vorhanden. Angeboten werden die Modelle sowohl für das Zweileiter-Gleichstrom- als auch für das Mittelleiter-Wechselstrom-System. Anfangs hat Mehano auch Ausführungen für Trix Express angeboten. Daneben gibt es ein eher kleines Sortiment an Güterwagen.
Zudem ist die Marke auch durch preisgünstige Startsets, welche zur Weihnachtszeit über ALDI verkauft werden, bekannt geworden. Diese haben aber qualitativ nur wenig mit der Prestige-Serie zu tun, es handelt sich dabei um sehr stark vereinfachte Modelle, die teilweise ihren Vorbildern nur sehr entfernt ähneln. Auch hierfür sind keine Ersatzteile erhältlich.
Am 4. November 2008 kündigte man die Entlassung der verbliebenen 140–160 Mitarbeiter und damit die wahrscheinliche Schließung des Werkes an. Als Gründe wurden in slowenischen Medien ein gegenüber 2006 um 60 % geschrumpfter Gesamtauftragsbestand und ausstehende Zahlungen von belgischen und deutschen Kunden angegeben. Seit Februar 2012 hat die Firma Lemke den Deutschland-Vertrieb für Mehano übernommen.